# The Everly Brothers
The Everly Brothers – amerykański duet wokalno-instrumentalny wykonujący muzykę z gatunku wczesny rock and roll oraz folk rock i country rock. Tworzyli go bracia Don Everly (ur. 1 lutego 1937 w Brawnie, Kentucky, zm. 21 sierpnia 2021) i Phil Everly (ur. 19 stycznia 1939 w Chicago zm. 3 stycznia 2014). Duet był jednym z filarów rozwoju rock and rolla i muzyki country.
Duet śpiewał w harmonii dwugłosowej słodkie, melodyjne piosenki o miłości. Ich sposób śpiewu znalazł licznych naśladowców, w szczególności wśród muzyków country, ale także i rocka. Do najsłynniejszych naśladowców tego stylu wokalnego, doprowadzających go do artystycznej perfekcji, należały duety: John Lennon i Paul McCartney z zespołu The Beatles oraz Simon & Garfunkel. Wyróżniał ich młody wiek, gdy debiutowali w 1954, obaj byli jeszcze nastolatkami (Phil miał zaledwie 15 lat).
Na początku lat 70. duet rozpadł się z powodu tarć personalnych. Obaj bracia próbowali kariery solowej, jednak bez większego powodzenia. W latach 80. i 90. kilkakrotnie dali wspólne koncerty, z których pochodzą albumy nagrane na żywo. W latach 2003–2004 bracia nie tylko supportowali duet Simon & Garfunkel podczas tras koncertowych Old Friends oraz Old Friends II, ale także występowali wspólnie z Paulem Simonem i Artem Garfunklem.
W 1986 duet The Everly Brothers został wprowadzony do Rock and Roll Hall of Fame.

## Dyskografia

### Single
| Tytuł                                                 | U.S.A. | Kanada | Wielka Brytania | Rok  | Wytwórnia/numer katalogowy # | Nota                                                          |
| ----------------------------------------------------- | ------ | ------ | --------------- | ---- | ---------------------------- | ------------------------------------------------------------- |
| Keep A-Lovin’ Me                                      |        |        |                 | 1956 | Columbia 4-21496             |                                                               |
| Bye Bye Love (A-side)                                 | 2      | 2      | 6               | 1957 | Cadence 1315                 | U.S.: Gold, C&W #1, R&B #5                                    |
| → I Wonder If I Care (B-Side)                         | 0      |        | 0               | 1957 | Cadence 1315                 |                                                               |
| Wake Up Little Susie                                  | 1      | 1      | 2               | 1957 | Cadence 1337                 | U.S.: Gold, C&W, #1, R&B #1                                   |
| This Little Girl Of Mine (A-Side)                     | 26     |        | 0               | 1958 | Cadence 1342                 | U.S.: C&W #4                                                  |
| → Should We Tell Him (B-Side)                         | 0      | 14     | 0               | 1958 | Cadence 1342                 | U.S.: C&W #10                                                 |
| All I Have to Do Is Dream (A-Side)                    | 1      | 1      | 1               | 1958 | Cadence 1348                 | U.S.: Gold, C&W #1, R&B #1                                    |
| → Claudette (B-Side)                                  | 30     | 26     | 1               | 1958 | Cadence 1348                 | U.S.: C&W #15                                                 |
| Bird Dog (A-Side)                                     | 1      | 1      | 2               | 1958 | Cadence 1350                 | U.S.: Gold, C&W #1, R&B #2                                    |
| → Devoted to You (B-Side)                             | 10     | 1      | 999             | 1958 | Cadence 1350                 | U.S.: C&W #7, R&B #2                                          |
| Problems (A-Side)                                     | 2      | 5      | 6               | 1958 | Cadence 1355                 | U.S.: C&W #17                                                 |
| → Love Of My Life (B-Side)                            | 40     | 5      | 999             | 1958 | Cadence 1355                 | zz                                                            |
| Take a Message To Mary (A-Side)                       | 16     | 8      | 20              | 1959 | Cadence 1364                 | zz                                                            |
| → Poor Jenny (B-Side)                                 | 22     | 8      | 14              | 1959 | Cadence 1364                 | zz                                                            |
| ('Til) I Kissed You                                   | 4      | 3      | 2               | 1959 | Cadence 1369                 | U.S.: C&W #8, R&B #22                                         |
| Let It Be Me (A-Side)                                 | 7      | 8      | 13              | 1960 | Cadence 1376                 | zz                                                            |
| → Since You Broke My Heart (B-Side)                   |        |        | 4               | 1960 | Cadence 1376                 |                                                               |
| Cathy's Clown (A-Side)                                | 1      | 2      | 1               | 1960 | Warner Brothers 5151         | U.S.: Gold, R&B #1                                            |
| → Always It’s You (B-Side)                            | 56     |        |                 | 1960 | Warner Brothers 5151         | zz                                                            |
| When Will I Be Loved (A-Side)                         | 8      | 16     | 4               | 1960 | Cadence 1380                 | zz                                                            |
| → Be Bop A Lula (B-Side)                              | 74     |        | 0               | 1960 | Cadence 1380                 | zz                                                            |
| So Sad (A-Side)                                       | 7      | 18     | 4               | 1960 | Warner Brothers 5163         | U.S.: R&B #16                                                 |
| → Lucille (B-Side)                                    | 21     | 18     | 4               | 1960 | Warner Brothers 5163         | zz                                                            |
| Like Strangers (A-Side)                               | 22     | 32     | 11              | 1960 | Cadence 1388                 | zz                                                            |
| → Brand New Heartache (B-Side)                        | 109    | 32     |                 | 1960 | Cadence 1388                 | zz                                                            |
| Walk Right Back (A-Side)                              | 7      | 3      | 1               | 1961 | Warner Brothers 5199         | zz                                                            |
| → Ebony Eyes (B-Side)                                 | 8      | 3      | 1               | 1961 | Warner Brothers 5199         | U.S.: C&W #25, R&B #25                                        |
| Temptation (A-Side)                                   | 27     | 12     | 1               | 1961 | Warner Brothers 5220         | zz                                                            |
| → Stick With Me, Baby (B-Side)                        | 41     | 12     |                 | 1961 | Warner Brothers 5220         | zz                                                            |
| Don’t Blame Me (A-Side)                               | 20     |        | 20              | 1961 | Warner Brothers 5501         | zz                                                            |
| → Muskrat (B-Side)                                    | 82     |        | 20              | 1961 | Warner Brothers 5501         | zz                                                            |
| Crying In the Rain                                    | 6      | 25     | 6               | 1962 | Warner Brothers 5250         | zz                                                            |
| That’s Old Fashioned (A-Side)                         | 9      | 18     | 999             | 1962 | Warner Brothers 5273         | U.S.: A/C #4                                                  |
| → How Can I Meet Her (B-Side)                         | 75     | 18     | 12              | 1962 | Warner Brothers 5273         | zz                                                            |
| I’m Here To Get My Baby Out Of Jail                   | 76     |        |                 | 1962 | Cadence 1429                 | zz                                                            |
| Don’t Ask Me To Be Friends (A-Side)                   | 48     |        |                 | 1962 | Warner Brothers 5297         | US: A/C #16                                                   |
| → No One Can Make My Sunshine Smile (B-Side)          | 117    |        | 11              | 1962 | Warner Brothers 5297         | zz                                                            |
| Nancy’s Minuet (A-Side)                               | 107    |        |                 | 1963 | Warner Brothers 5346         | zz                                                            |
| → (So It Was, So It Is) So It Always Will Be (B-Side) | 116    |        | 23              | 1963 | Warner Brothers 5346         | zz                                                            |
| It’s Been Nice (Goodnight)                            | 101    |        | 26              | 1963 | Warner Brothers 5362         | zz                                                            |
| The Girl Sang the Blues (A-Side)                      |        |        | 25              | 1963 | Warner Brothers 5389         | zz                                                            |
| → Love Her (B-Side)                                   | 117    |        |                 | 1963 | Warner Brothers 5389         | zz                                                            |
| Ain’t That Lovin You, Baby                            | 133    |        |                 | 1964 | Warner Brothers 5422         | zz                                                            |
| The Ferris Wheel                                      | 72     |        | 22              | 1964 | Warner Brothers 5441         | zz                                                            |
| You’re The One I Love                                 |        |        |                 | 1964 | Warner Brothers 5466         | zz                                                            |
| Gone Gone Gone                                        | 31     | 19     | 36              | 1964 | Warner Brothers 5478         | zz                                                            |
| You’re My Girl                                        | 110    |        |                 | 1965 | Warner Brothers 5600         | zz                                                            |
| That’ll Be the Day                                    | 111    | 45     | 30              | 1965 | Warner Brothers 5611         | zz                                                            |
| The Price of Love                                     | 104    |        | 2               | 1965 | Warner Brothers 5628         | zz                                                            |
| I’ll Never Get Over You                               | 999    |        | 35              | 1965 | Warner Brothers 5639         | zz                                                            |
| Love Is Strange                                       | 128    |        | 11              | 1965 | Warner Brothers 5649         | zz                                                            |
| It’s All Over                                         |        |        |                 | 1965 | Warner Brothers 5682         | zz                                                            |
| The Dollhouse Is Empty                                |        |        |                 | 1966 | Warner Brothers 5689         | zz                                                            |
| (You Got) The Power Of Love                           |        |        |                 | 1966 | Warner Brothers 5808         | zz                                                            |
| Somebody Help Me                                      |        |        |                 | 1966 | Warner Brothers 5833         | zz                                                            |
| Fifi The Flea                                         |        |        |                 | 1967 | Warner Brothers 5857         | zz                                                            |
| The Devil’s Child                                     |        |        |                 | 1967 | Warner Brothers 5901         | zz                                                            |
| Bowling Green                                         | 40     | 1      | 999             | 1967 | Warner Brothers 7020         | zz                                                            |
| Mary Jane                                             |        |        |                 | 1967 | Warner Brothers 7062         | zz                                                            |
| Love Of The Common People                             | 114    | 4      |                 | 1967 | Warner Brothers 7088         | zz                                                            |
| It’s My Time                                          | 112    | 28     | 39              | 1968 | Warner Brothers 7192         | zz                                                            |
| Milk Train                                            |        |        |                 | 1968 | Warner Brothers 7226         | zz                                                            |
| T For Texas                                           |        |        |                 | 1969 | Warner Brothers 7262         | zz                                                            |
| I’m On My Way Home Again                              |        |        |                 | 1969 | Warner Brothers 7290         | zz                                                            |
| Carolina On My Mind                                   |        |        |                 | 1969 | Warner Brothers 7326         | zz                                                            |
| Yves                                                  |        |        |                 | 1970 | Warner Brothers 7425         | zz                                                            |
| Ridin’ High                                           |        |        |                 | 1972 | RCA 74-0717                  | zz                                                            |
| Lay It Down                                           |        |        |                 | 1973 | RCA 74-0849                  | zz                                                            |
| Not Fade Away                                         |        |        |                 | 1973 | RCA 74-0901                  | zz                                                            |
| On The Wings Of A Nightingale                         | 50     |        | 4               | 1984 | Mercury 880213               | U.S.: A/C #9, C&W #49. Canada: C&W #39 Autor: Paul McCartney. |
| The First In Line                                     |        |        |                 | 1985 | Mercury 880423               | U.S.: C&W #44                                                 |
| Born Yesterday                                        |        |        |                 | 1986 | Mercury 884228               | U.S.: A/C #17, C&W #17 Canada: C&W #7                         |
| I Know Love (A-Side)                                  |        |        |                 | 1986 | Mercury 884694               | U.S.: C&W #56                                                 |
| → These Shoes (B-Side)                                |        |        |                 | 1986 | Mercury 884694               | U.S.: C&W #57                                                 |
| Don’t Worry Baby                                      |        |        |                 | 1988 | Mercury 448297               |                                                               |

| Tytuł utworu                       | U.S.A. | Wielka Brytania | Rok  | Wytwórnia/numer katalogowy # | Nota          |
| ---------------------------------- | ------ | --------------- | ---- | ---------------------------- | ------------- |
| Tumblin’ Tumbleweeds               |        |                 | 1970 | Ode 66009                    | zz            |
| Warmin’ Up The Band                | 110    |                 | 1974 | Ode 66046                    | zz            |
| Yesterday Just Passed My Way Again |        |                 | 1976 | Hickory 368                  | U.S.: C&W #50 |
| Love At Last Sight                 |        |                 | 1977 | Hickory 54002                |               |
| Since You Broke My Heart           |        |                 | 1977 | Hickory 54005                | U.S.: C&W #84 |
| Brother Juke Box                   |        |                 | 1977 | Hickory 54012                | U.S.: C&W #96 |
| Let’s Put Our Hearts Together      |        |                 | 1981 | Polydor POSP 315             |               |

| Tytuł utworu                                         | U.S.A. | Wielka Brytania | Rok  | Wytwórnia/numer katalogowy # | Nota                   |
| ---------------------------------------------------- | ------ | --------------- | ---- | ---------------------------- | ---------------------- |
| God Bless Older Ladies (For They Made Rock And Roll) |        |                 | 1973 | RCA 0064                     |                        |
| Old Kentucky River                                   |        |                 | 1974 | Pye 71014                    |                        |
| New Old Song                                         |        |                 | 1975 | Pye 71036                    |                        |
| Words In Your Eyes                                   |        |                 | 1975 | Pye 71055                    |                        |
| Living Alone                                         |        |                 | 1979 | Elektra 46519                |                        |
| You Broke It                                         |        |                 | 1979 | Elektra 46556                |                        |
| Dare To Dream Again                                  |        |                 | 1980 | Curb 5401                    | U.S.: A/C #9, C&W #63  |
| Sweet Southern Love                                  |        |                 | 1981 | Curb 2116                    | U.S.: A/C #42, C&W #52 |
| Louise                                               |        | 52              | 1982 | Capitol CL 266 (UK)          |                        |
| Who’s Gonna Keep Me Warm                             |        |                 | 1982 | Capitol 5197                 | U.S.: C&W #37          |
| She Means Nothing To Me (featuring Cliff Richard)    |        | 9               | 1983 | Capitol CL 276 (UK)          |                        |
| All I Have To Do Is Dream (featuring Cliff Richard)  |        | 14              | 1994 | EMI 359 (UK)                 |                        |

### Albumy
- The Everly Brothers (1958)
- Songs Our Daddy Taught Us (1958)
- The Best Of The Everly Brothers (1959)
- It's Everly Time (1960)
- A Date with The Everly Brothers (1960)
- Both Sides of an Evening (1961)
- Instant Party! (1962)
- Christmas with the Everly Brothers and the Boystown Choir (1962)
- The Everly Brothers Sing Great Country Hits (1963)
- Gone, Gone, Gone (1964)
- Rock’n Soul (1965)
- Beat & Soul (1965)
- In Our Image (1966)
- Two Yanks in England (1966)
- The Hit Sound of The Everly Brothers (1967)
- The Everly Brothers Sing (1967)
- Roots (1968)
- Stories We Could Tell (1972)
- Pass the Chicken and Listen (1973)
- EB 84 (1984)
- Born Yesterday (1986)
- Some Hearts (1989)

### Kompilacje z nagraniami nie publikowanymi
- New Album (1977)
- Too Good to Be True (2005)
- Give Me A Future (2005)

### Albumy koncertowe
- Everly Brothers Show (1970)
- The Everly Brothers Reunion Concert (Recorded Live at The Albert Hall September 23rd, 1983) (1983)

### Kompilacje
- The Everly Brothers' Best (1959)
- The Fabulous Style of The Everly Brothers (1960)
- Souvenir Sampler (1961)
- The Everly Brothers' Golden Hits (1962)
- Folk Songs of The Everly Brothers (1962 Cadence)
- 15 Everly Hits (1963 Cadence)
- Very Best of the Everly Brothers (1964)
- Wake up Little Susie (Harmony) (1969)
- Chained to a Memory (1970)
- Don’t Worry Baby (1973)
- Everlys (1975)
- Living Legends (1972)
- Greatest Hits Vol. III (1977)
- The Everly Brothers (Profile) (1981)
- Home Again (1985)
- All They Had to Do Was Dream (1985)
- The Everly Brothers (Bella Musica) (1988)
- Heartaches and Harmonies (box set) (1994)